# Francesco Mario Pagano
Francesco Mario Pagano (Brienza, 8 de dezembro de 1748 - Nápoles, 29 de outubro de 1799) foi um jurista, filósofo, político e dramaturgo italiano. Ele foi um dos maiores expoentes do iluminismo, precursor do positivismo e da unificação italiana.

## Biografia
Nascido em Brienza na província de Potenza, filho de uma família de notários, Pagano mudou-se para Nápoles, depois da morte de seu pai. Formou-se em Direito e em seguida foi professor na Universidade de Nápoles, ao mesmo tempo exercia a carreira de advogado que lhe rendeu o apelido de "Platão de Nápoles" por conta de seus discursos cercados por citações filosóficas.  Maçom, foi eleito Venerável Mestre da Loja Maçônica "A philantropia".
Em 1783 ele publicou politici Saggi (ensaios políticos), um tratado de história filosófica do Reino de Nápoles, onde ele tomou uma posição contra a tortura e a pena de morte, defendendo a punições menos severas. Em 1794, Pagano defendeu Emanuele De Deo, Vincenzo Vincenzo e Vitaliani Galiani três republicanos acusados de conspirar contra o rei Fernando IV, mas não conseguiu salvá-los da pena de morte. Em 1796, ele foi preso sob a acusação de conspirar contra a monarquia, mas foi liberado por falta de provas em 1798.
No mesmo ano, Pagano procurou refúgio em Roma, onde foi recebido por membros da república romana, o que lhe deu a oportunidade de ensinar direito público. Ele se mudou durante um curto período de tempo para Milão e, após a fuga do rei Fernando IV, voltou a Nápoles em fevereiro de 1799, quando foi estabelecida a República Napolitana. O General francês Jean Etienne Championnet nomeou Pagano entre os membros que devem presidir o governo provisório.
Ele foi o autor da Constituição da República Napolitana, que não entrou em vigor devido à sua curta duração. Com a chegada do exército real comandado pelo Cardeal Fabrizio Ruffo, Pagano pegou em armas para defender o governo republicano mas os revolucionários foram vencidos, ele foi preso e condenado à morte. Em 29 de outubro de 1799, Pagano foi enforcado na Plaça del Mercat de Nápoles, junto com outros republicanos: Domenico Cirillo, Giorgio Pigliacelli e Ignazio Ciaia.

## Obras
- Saggi politici (1783)
- Considerazioni sul processo criminale (1787)[3]
- Principi del codice penale (1819)[4]
- Logica dei probabili o teoria delle prove (1819) [5]

## Bibliografía
- Fernando Garrido, História da perseguição política e religiosa que ocorreu na Europa: o volume 5, Impressão e Biblioteca Manero Salvador, 1865
- Nico Perrone , The Lodge de Philantropia. A dinamarquesa religiosa antes da revolução, em Nápoles, Palermo, Sellerio de 2006.
- Dario Hipólito, Mario Pagano. O pensamento de um giuspolitico Iluminismo, Turim, Giappichelli Editora, 2008.
- Franco Venturi (eds), Iluminismo italiano, Volume V, reformadores Nápoles , Milão-Nápoles, Ricciardi, 1962.